# CIPAMEX
Il CIPAMEX, in forma completa La Sociedad para el Estudio e Conservación de las Aves en México, è un'organizzazione ornitologica messicana senza scopo di lucro, con lo scopo di studiare gli uccelli messicani e dei loro habitat. Pubblica la rivista Huitzil in formato elettronico. Il CIPAMEX è stato fondato nel 1947, formalmente costituito nel 1988 ed è membro del Ornithological Council.